# Bertelsmann Music Group
Bertelsmann Music Group  también conocida como BMG Entertainment fue una compañía discográfica y también una empresa alemana-estadounidense, en la cual es una filial subsidiaria de la empresa alemana Bertelsmann y que contó con distribuciones y distintas empresas matrices principales, aparte de Bertelsmann.
Bertelsmann Music Group también tuvo distribuciones y fue filial de empresas matrices como RCA Records, Ariola Records, Sony Music Entertainment, BMG Rights Management, Ariola Eurodisc y BMG Ariola, entre otras.
En el 2008 fue cesada la discográfica, debido a que Sony Corporation of America, adquirió los derechos de la misma. 
En 2009, la empresa vuelve a funcionar con la denominación de BMG Rights Management GmbH, alternando la administración de derechos musicales con la publicación de tales obras en formato físico y digital.
En 2011 la actual BMG se mostró interesada en comprar el catálogo musical de EMI, que fue finalmente adquirido por Universal Music y Warner Music, mientras que Sony/ATV compró la administración de los derechos de autor de las obras musicales. En la distribución de la venta de EMI, BMG se quedó con el catálogo de Mute Records, Skint, Sanctuary Records y Chrysalis, entre otros sellos discográficos independientes europeos.

## Algunos artistas de la discográfica
- Mecano
- Blue System
- Caballeros de la Quema
- David Bowie
- Camilo Sesto
- HIM
- Metric
- Super Furry Animals
- The Waterboys